# 간토 철도
간토 철도 주식회사(일본어: 関東鉄道株式会社, かんとうてつどう かぶしきがいしゃ)는 일본의 철도 회사 가운데 하나이다. 이바라키현에 철도 노선을 가지며 버스 사업도 운영한다. 약칭은 간테쓰(일본어: 関鉄, かんてつ)이다.
본사는 이바라키 현 쓰치우라시에 위치한다.

## 철도 사업

### 철도 노선
- 조소선
- 류가사키선

### 철도 차량
- 0계·310계(조소 선, 복선 구간, 1인 승무)
- 100계（조소 선, 단선 구간 1인 승무）
- 300계·350계(조소 선, 복선 구간, 1인 승무)
- 532계(류가사키 선, 1인 승무)
- 2000계(류가사키 선, 1인 승무)
- 2100계(조소 선, 복선 구간, 1인 승무)
- 2200계(조소 선, 단선 구간, 1인 승무)
- 2300계(조소 선, 복선 구간, 1인 승무)
- 2400계(조소 선, 단선 구간, 1인 승무)
- 5000계(조소 선, 복선 구간, 1인 승무)
- DD502계

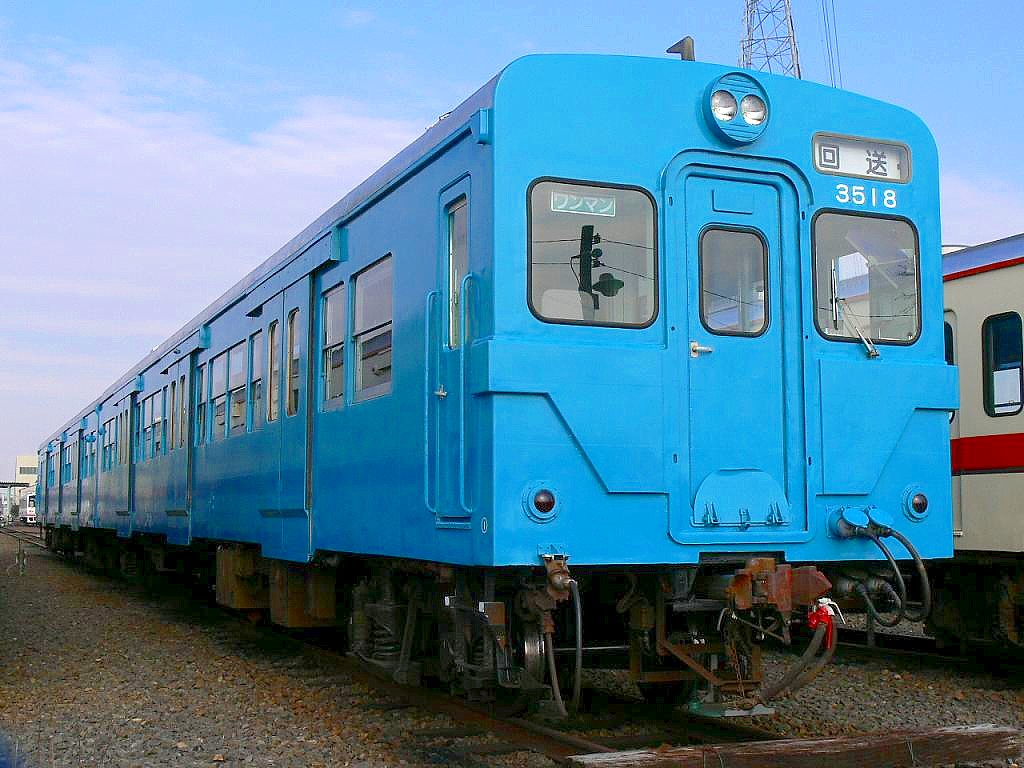
300계
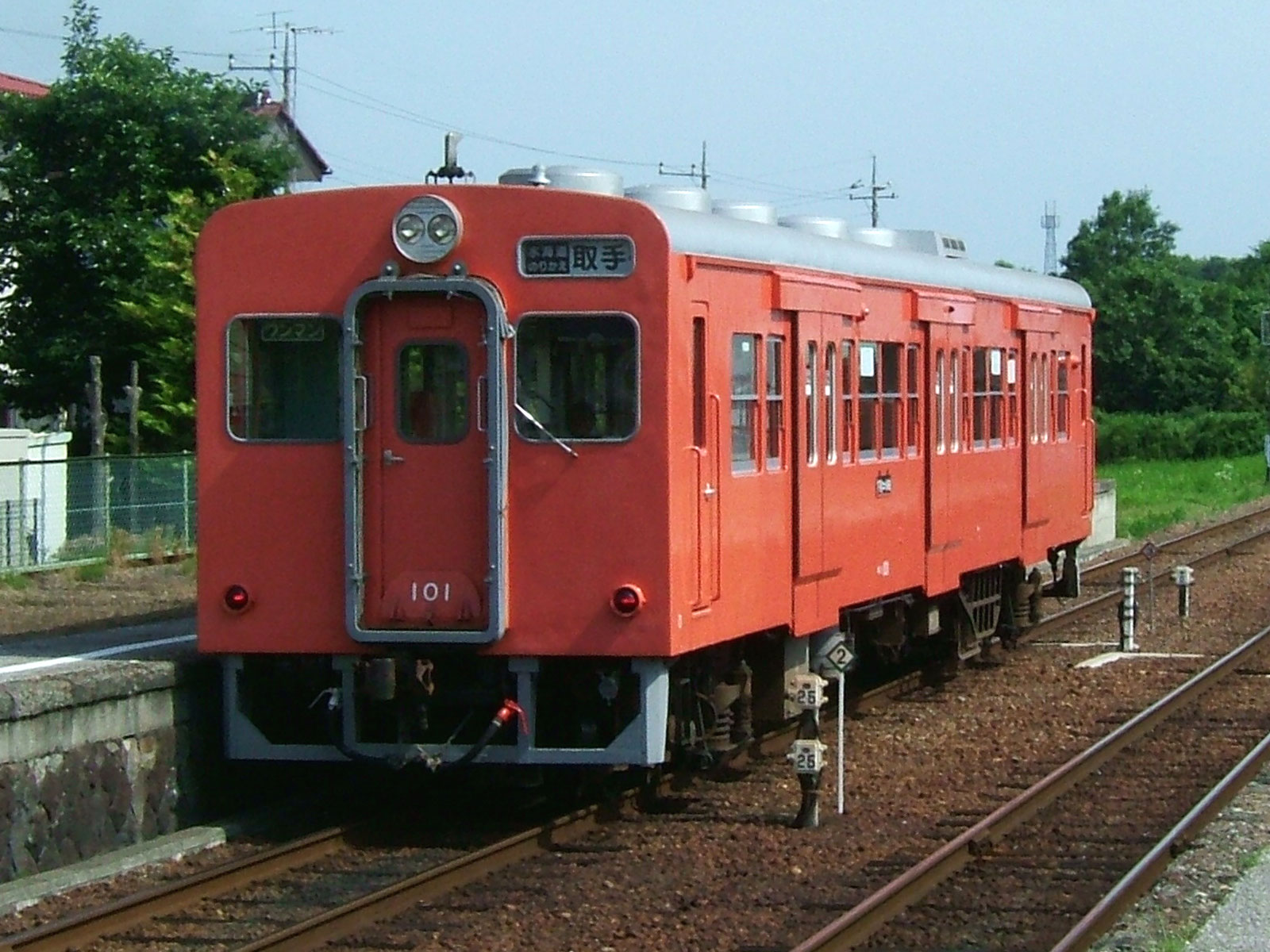
300계
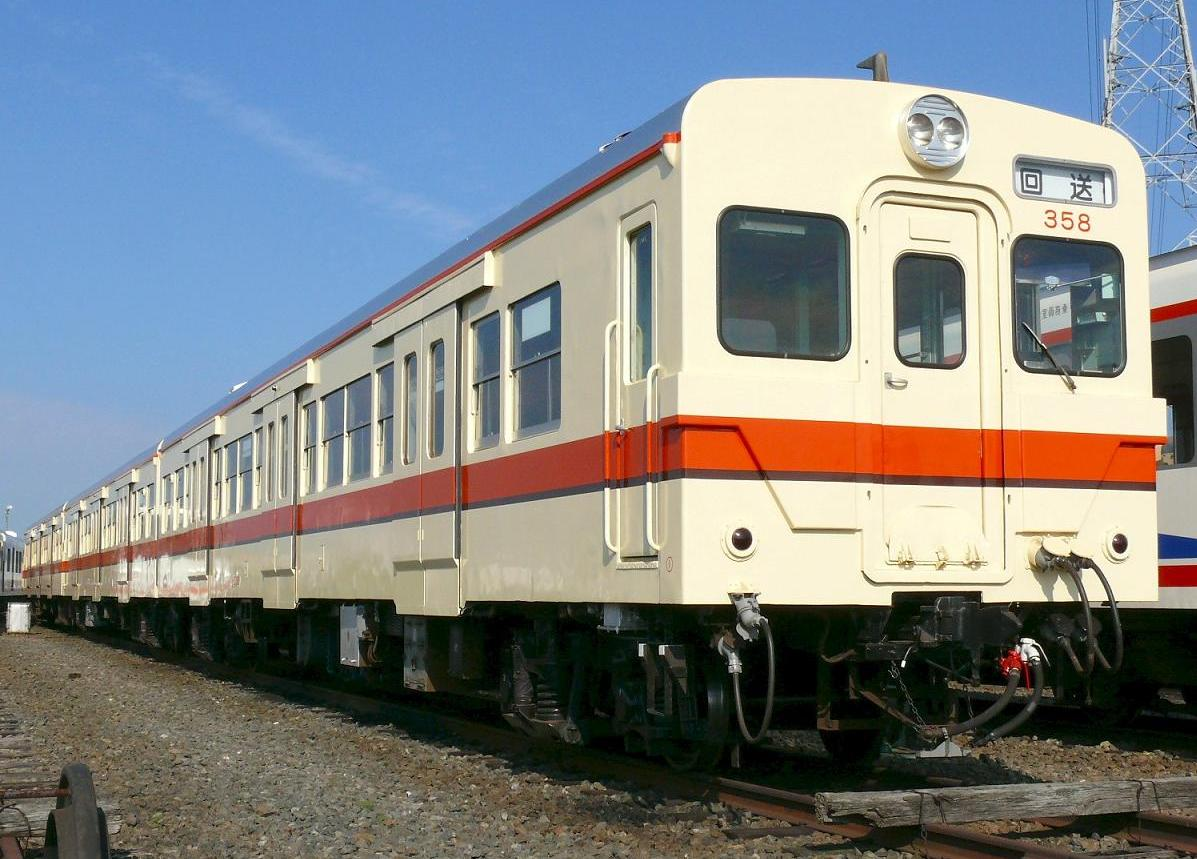
350계
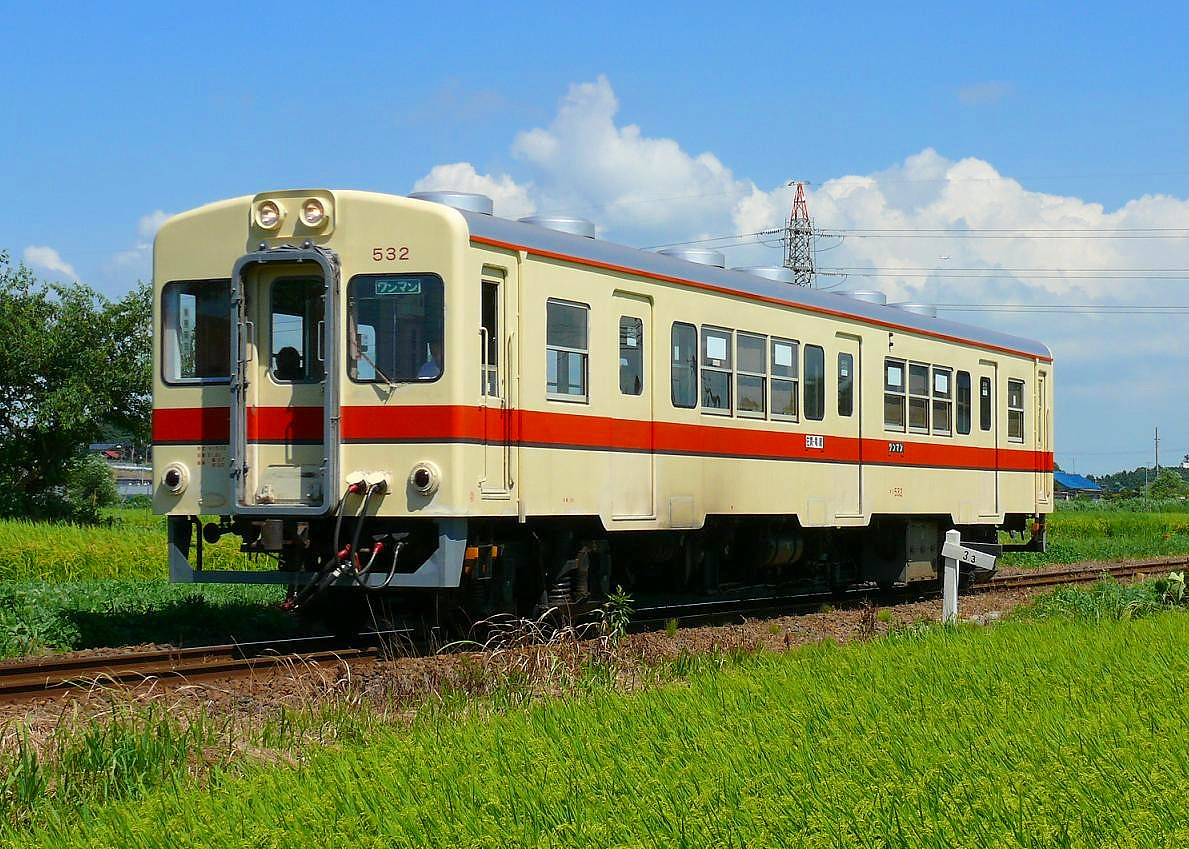
532계
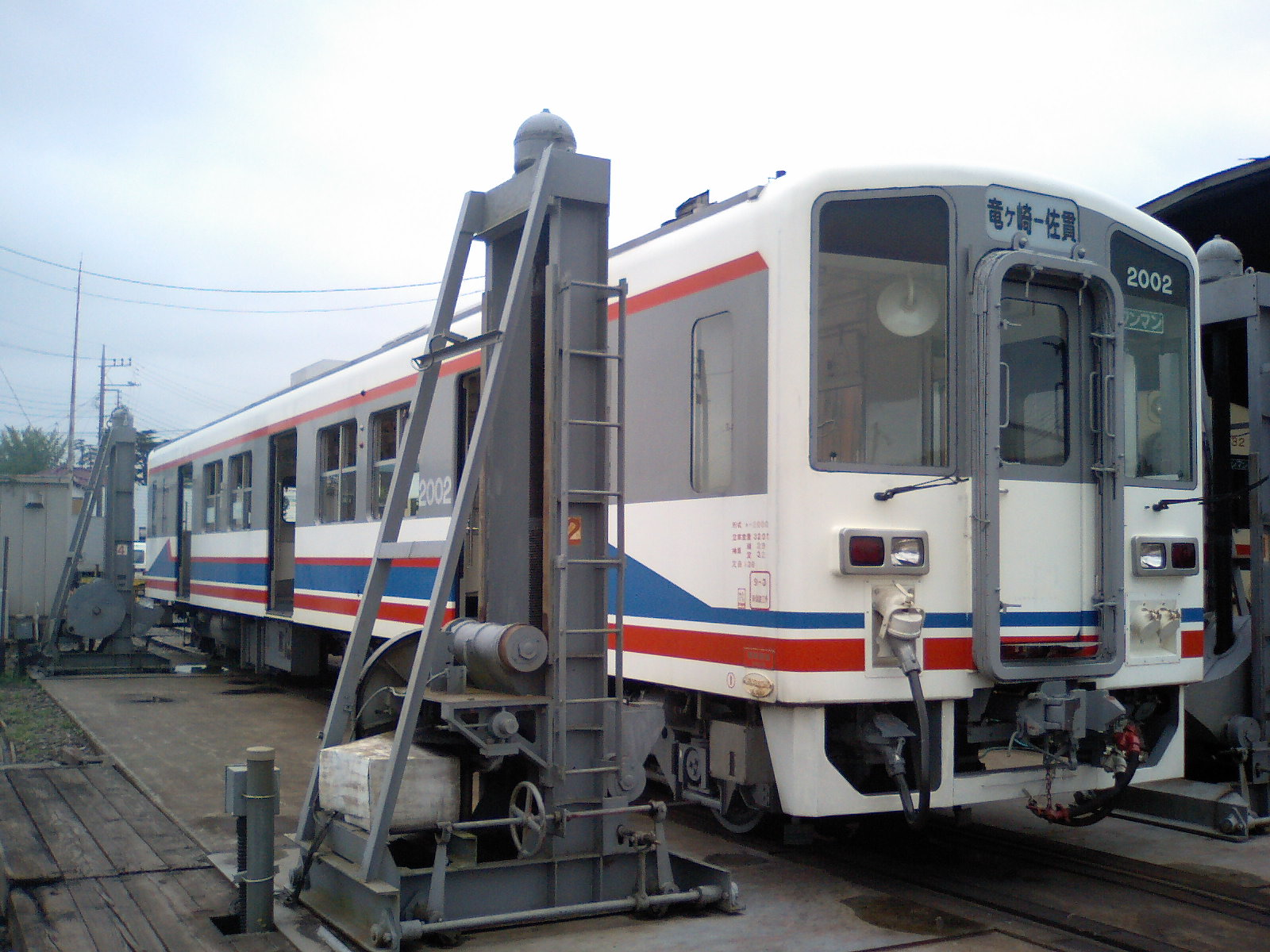
2000계
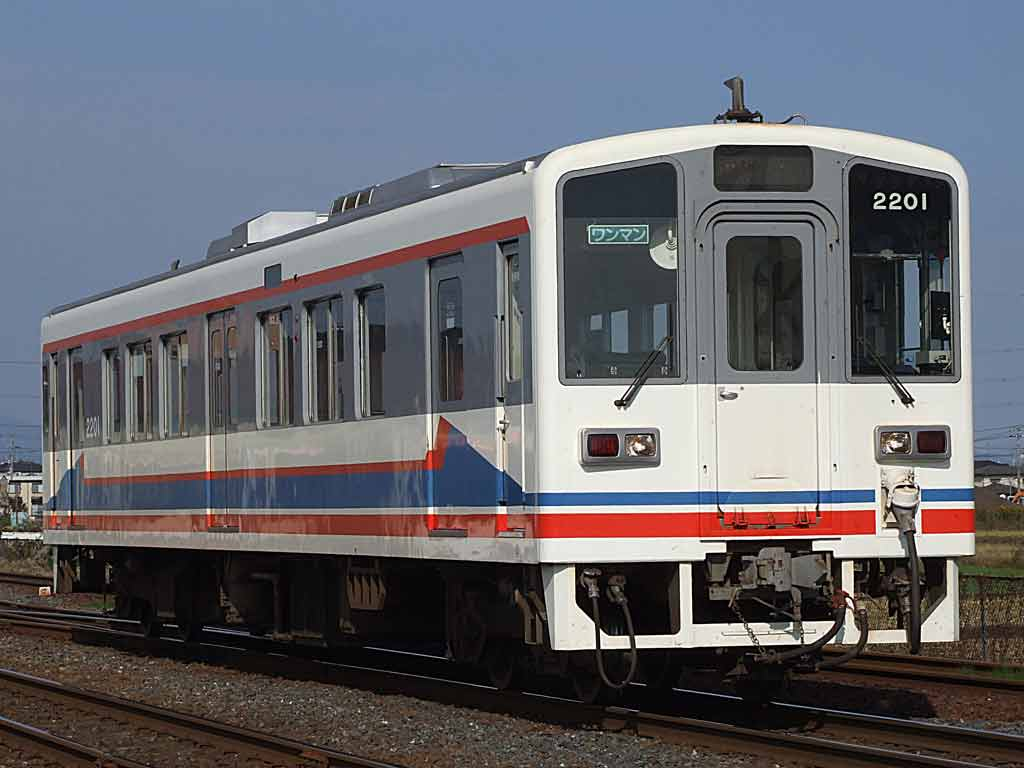
2200계
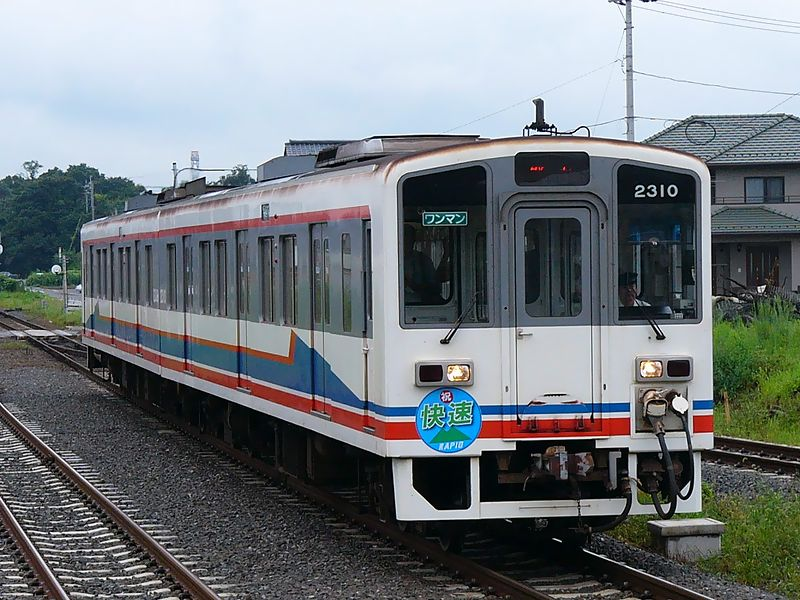
2300계
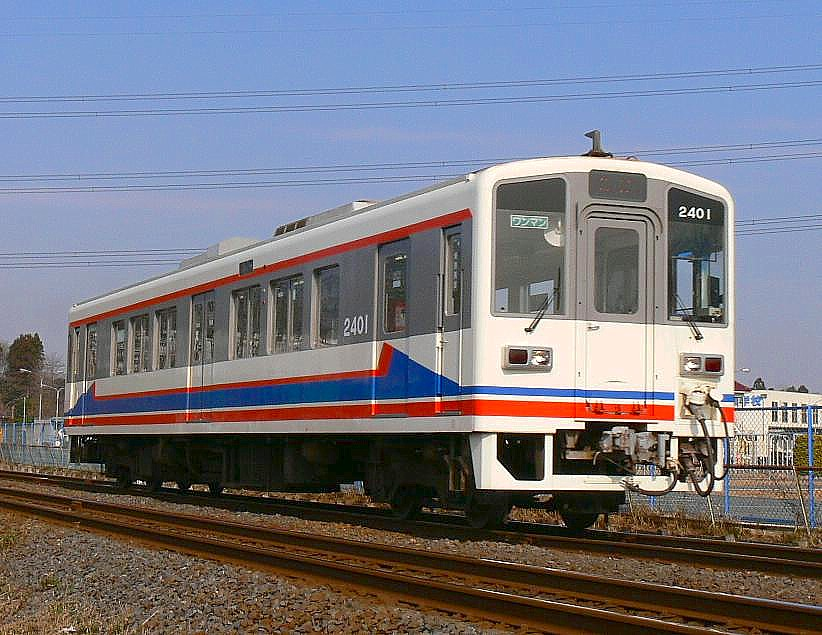
2400계
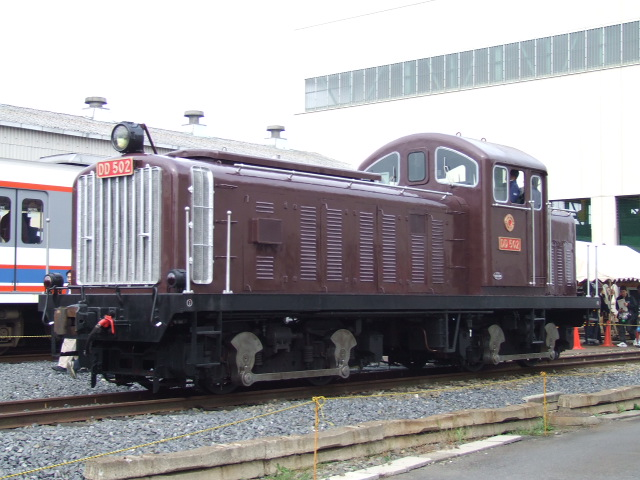
DD502계

## 같이 보기
- 수도권 신도시 철도